# Emiel Edouard Cuvelier
Emiel Edouard Henri Adolphe Joseph Cuvelier (Ronse, 1 maart 1914 - Aalst, 24 oktober 1990) was een Belgisch arts en senator.

## Levensloop
Cuvelier promoveerde in 1939 tot doctor in de geneeskunde aan de Katholieke Universiteit Leuven. Hij vestigde zich als arts in Ronse.
Vanaf 1964 begaf hij zich op het politieke pad. Dit was het gevolg van de taalwetgevingen van 1962-'63 die in slechte aarde waren gevallen bij de Franstalige inwoners van Ronse. Cuvelier was de voortrekker en voorzitter van Renaix Bilingue en werd verkozen als gemeenteraadslid van Ronse op een Franstalige lijst PLP-Renaix Bilingue.
Voor de PVV zetelde Cuvelier van 1965 tot 1985 in de Senaat als rechtstreeks gekozen senator voor het arrondissement Oudenaarde-Aalst. Hij bekleedde dit mandaat twintig jaar. In de periode december 1971-oktober 1980 zetelde hij als gevolg van het toen bestaande dubbelmandaat ook in de Cultuurraad voor de Nederlandse Cultuurgemeenschap, die op 7 december 1971 werd geïnstalleerd. Vanaf 21 oktober 1980 tot oktober 1985 was hij lid van de Vlaamse Raad, de opvolger van de Cultuurraad en de voorloper van het huidige Vlaams Parlement.
Cuvelier was voorzitter van Football Club Ronse. Hij stichtte in 1958 de Lions Club van Ronse. Deze club richtte later het Emiel Cuvelierfonds op, dat steun verleent aan minder bemiddelde studenten.
Aanvankelijk waren de liberalen in Ronse gedoemd tot de oppositie. Nadat Nederlands- en Franstalige Ronsenaars naar elkaar waren gegroeid, werden ze een sterkere groep en konden ze in 1982 een coalitie sluiten met de socialisten. Cuvelier werd schepen. De socialisten gingen echter in 1988 een coalitie aan met de CVP en de PVV zat opnieuw in de oppositie. Cuvelier zetelde nog tot aan zijn dood in 1990 als gemeenteraadslid.